# Krsto Stošić
Don Krsto Stošić (Šibenik, 16. srpnja 1884. − Tisno, 25. siječnja 1944.) je bio hrvatski katolički svećenik, kulturni povjesničar. Poznati je javni i kulturni djelatnik grada Šibenika. Istakao se istraživanjem i populariziranjem šibenske povijesti, u koju je bio istinski zaljubljen.

## Životopis
Rodio se je 1884. u šibenskoj četvrti Varošu u mnogobrojnoj težačkoj obitelji. U rodnom Šibeniku završio je pučku školu. U Sinju je pohađao gimnaziju, a u Zadru je završio gimnaziju s hrvatskim nastavnim jezikom i studij bogoslovije završio je u Zadru. Potom je otišao u Šibenik u kojem je bio skoro cijeli život. Na šibenskom Kaptolu bio je kanonik. 
Otkako je postao svećenik, bio je vjeroučitelj po školama u Šibeniku. Osim vjeronauka, jedno je vrijeme predavao pjevanje, kaligrafiju i prirodopis u Građanskoj školi. Za vrijeme talijanske okupacije poslije prvog svjetskog rata talijanske su ga vlasti prognale iz Šibenika zbog njegove protuiredentističke djelatnosti, pa je vrijeme izgnanstva proveo na Visovcu. Nakon što je sklopljen Rapallski ugovor, vratio se u Šibenik. Tad se osim vjerskih i prosvjetnih zadaća, prosvetio proučavanju povijesti šibenskog kraja ali i skupljanju spomeničke građe – dokumenata, kodeksa, natpisa, grbova, slika, arheoloških i etnografskih predmeta. 
Obnašao je dužnost povjerenika Konzervatorskog zavoda u Splitu za grad Šibenik. Osnovao je šibenski muzej kralja Tomislava. Nastao je od bogate zbirke umjetnina koju je skupio i držao u crkvici sv. Barbare. To je bila osnova Gradskog muzeja u Šibeniku kojeg je utemeljio 1925. i kojem je bio voditelj. Fond je razoren u bombardiranju 13. prosinca 1943. godine. Pretpostavlja se da je tuga i nemirenje s razaranjem njegova dvodesetljetnog truda prouzročila srčani udar od kojeg je umro mjesec i pol poslije. Od 1932. obnašao je dužnost povjerenika Galerije umjetnina Panonske banovine. Obnašao je dužnost potpredsjednika Jugoslavenske matice, tajnika Filharmonijskog društva, tajnika društva Šubićevac i ostalih. Stošić je predložio da Šibenik dobio nazive ulica, što je i ostvareno 1925. godine. Bio je poznati javni dobrotvor koji je skrbio za siromahe. 
Umro je 25. siječnja 1944. u Tisnom. Pokopan je na na groblju svete Ane u Šibeniku.

## Djela
- preko stotinjak stručnih i znanstvenih radova
- više vrijednih knjiga iz šibenske povijesti. Ističu se Galerija uglednih Šibenčana i Sela šibenskog kotara.